# Ризик
Ри́зик — результат впливу невизначеності на досягнення поставлених цілей.  
Під невизначеністю розуміють стан, навіть частковий, дефіциту інформації, пов’язаної з подією, її наслідком чи ймовірністю, розуміння чи знання про неї. Ризик полягає в можливому відхиленні фактичних результатів від очікуваних (цільових). Може бути з позитивними або негативними наслідками та створювати чи бути у формі можливостей чи загроз. Ризики з позитивними наслідками іноді називають можливостями. 
Ризик характеризується комбінацією ймовірності реалізації та важкості наслідків. Знання ймовірності несприятливої події дозволяє визначити ймовірність сприятливих подій за формулою
{\displaystyle P_{+}=1-P_{-}}.Також ризиком часто називають безпосередньо певну подію, здатну принести кому-небудь прибуток або збитки.
- Ризик — характеристика ситуації, що має невизначеність результату, при обов'язковій наявності несприятливих наслідків.
- Ризик у вузькому сенсі — кількісна оцінка небезпек, визначається як частота однієї події при настанні іншої.
- Ризик — це невизначена подія або умова, яка в разі виникнення має негативний вплив на репутацію компанії, призводить до прибутку або втрат у грошовому вираженні.
- Ризик — це ймовірність можливої небажаної втрати чого-небудь при поганому збігу обставин.
- Ризик — це добуток імовірності на збиток. Ризик можна описувати ставкою тільки в тому випадку, якщо об'єктом впливу ризику є неподільний об'єкт інвестування (зокрема, інвестований капітал у фінансах), якщо всі надходження сприймаються як прибуток (бажане сприйняття ставок прибутковості пайових і боргових інструментів, — без урахування транзакційних та інших витрат), при чому забезпечується можливість оцінки ризику як різниці між оцінкою прибутковості (у%) і оцінкою ризику (у%). Без ретельного врахування особливостей угод, або в нефінансовою оцінкою, опис ризику як процентної ставки, як «ймовірності», можна допустити помилки в управлінні. Ризик вимірюється в грошових одиницях в економічних розрахунках, оскільки у технічних розрахунках він вимірюється в натуральних одиницях, але обов'язково повинен бути переведений в грошові для забезпечення порівнянності в економічних розрахунках. Найменування подій, що призводять до збитку — це перелік факторів ризику. Частота виникнення подій — основа визначення ймовірності ризику.

## Характеристики
Ризик завжди передбачає імовірнісний характер результату, при цьому в основному під словом ризик найчастіше розуміють ймовірність отримання несприятливого результату (втрат), хоча його можна описати і як ймовірність отримати результат, відмінний від очікуваного. У цьому сенсі стає можливим говорити і про ризик збитків, і про ризик надприбутків.
У фінансових колах ризик — поняття, що має відношення до людських очікувань настання подій. Тут воно може позначати потенційно небажаний вплив на актив або його характеристики, яке може бути результатом деякого минулого, теперішнього або майбутнього події. У повсякденному використанні, ризик часто використовується синонімічно з ймовірністю втрати або загрози.
У професійних оцінках ризику, ризик зазвичай комбінує ймовірність прийдешньої події з впливом, який воно могло б призвести, а також з обставинами, які супроводжують настання цієї  події . Однак там, де активи оцінюються ринком, ймовірності та вплив всіх  подій  інтегрально відображаються в ринковою ціною, і ризик тому настає тільки від зміни цієї ціни; це — один з наслідків теорії оцінювання Блека — Шоулза. З точки зору RUP (Rational Unified Process) ризик — діючий / розвивається фактор процесу, що має потенціал негативного впливу на хід процесу.
Історично теорія ризиків пов'язана з теорією страхування і актуарними розрахунками.
Сам «ризик», як випливає з визначення, має характерні властивості:
1. Невизначеність. Ризик існує тоді і тільки тоді, коли можливо не єдине розвиток подій.
2. Збиток. Ризик існує, коли результат може призвести до збитку (збитку) або іншому негативному (тільки негативному!) Наслідку.
3. Наявність аналізу. Ризик існує, тільки коли сформовано суб'єктивна думка «припускає» про ситуацію і дана якісна чи кількісна оцінка негативної події майбутнього періоду (в іншому випадку це загроза або небезпека).
4. Значимість. Ризик існує, коли певна подія має практичне значення і зачіпає інтереси хоча б одного суб'єкта. Ризик без власності не існує.

## Функції ризику
Відомо, що ризику притаманні стимулююча і захисна функції. Стимулююча функція має конструктивний (створення захищають інструментів і пристроїв) і деструктивний (авантюризм, волюнтаризм) аспекти. Захисна функція теж має два аспекти: історико-генетичний (пошук засобів захисту) та соціально-правової (необхідність законодавчого закріплення поняття «правомірність ризику»). Глущенко В. В. запропоновано виділяти ще дві функції ризику: компенсуючу (можливість додаткового прибутку) і соціально-економічну (селективну — виділення ефективних власників).
4 основні функції:
1. Захисна  — проявляється в тому, що для господарюючого суб'єкта ризик це нормальний стан, тому повинно вироблятися раціональне ставлення до невдач;
2. Аналітична  — наявність ризику передбачає необхідність вибору одного з можливих варіантів правильного рішення;
3. Інноваційна  — проявляється у стимулюванні пошуку нетрадиційних рішень проблем;
4. Регулятивна  — має суперечливий характер і виступає в двох формах: конструктивною і деструктивною.

## Історія розробки поняття
Дослідження ризику тісно пов'язане з розвитком теорії ймовірностей.
В Середні віки розвиток математики було обумовлено, зокрема, аналітичним інтересом до азартних ігор — карт.

### XX століття

#### Концепція Найта: «Ризик проти невизначеності»
У своїй піонерської роботі «Ризик, невизначеність і прибуток» (1921) Френк Найт запропонував оригінальну точку зору на розходження між ризиком і невизначеністю.
| Ліві лапки | ... Невизначеність повинна бути зрозуміла в деякому розумінні радикально відмінною від знайомого поняття ризику, від якого вона належним чином ніколи не відокремлювалася. ... Істотний факт - те, що "ризик" означає в певних випадках кількість, отримане з вимірювання, в той час як в інших випадках це - дещо чітко чи не цього характеру; це і є далекосяжні і критичні відмінності у відносинах явищ, залежно від яких одне з цих двох понять дійсно присутній і працює. ... Буде показано, що вимірна невизначеність, або належний "ризик", ми будемо використовувати саме цей термін, відрізняються від невимірного так, що перший насправді не є невизначеністю взагалі. | Праві лапки |

#### Сценарний аналіз
У XX столітті з'явився так званий сценарний аналіз, який визрівав протягом холодної війни, конфронтації між глобальними силами, особливо між США і СРСР, але не був широко поширений в страхових колах до 1970-х, поки не вибухнула нафтова криза, яка викликала бурхливий розвиток методів більш глибокого всебічного передбачення.
Черговий виток розвитку наукового підходу до ризику породжений головним чином інтересами фінансів в 1980-х, коли стали поширені так звані похідні фінансові інструменти. Однак більшість професіоналів не приймало наукові методи аж до 1990-х, коли нарешті міць комп'ютерних обчислень дозволила врахувати досить широке коло даних.
Значний внесок у теорію оцінок ризику був внесений в ході розробки оцінок радіаційного та екологічного ризику, коли запанувала теорія «безпорогових ризиків».
Уряди різних країн широко використовують складні наукові методи оцінки ризику, щоб встановити найбільш підхожі стандарти, наприклад, екологічного регулювання, що вже зроблено Агентством захисту навколишнього середовища, США.

## Види ризиків
Існує безліч визначень ризику, народжених в різних ситуаційних контекстах і різними особливостями застосувань. З найбільш поширеною точки зору, кожен ризик (міра ризику) в певному сенсі пропорційний як очікуваним втратам, які можуть бути заподіяні ризиковою подією, так і ймовірністю цієї події. Відмінності у визначеннях ризику залежать від контексту втрат, їх оцінки та вимірювання, коли ж втрати є ясними і фіксованими, наприклад, «людське життя», оцінка ризику фокусується тільки на ймовірності події (частоті події) і пов'язаних з ним обставин.
У силу цього існує безліч незалежних класифікацій ризиків.
- Технічний ризик — ймовірність відмови технічних пристроїв з наслідками певного рівня (класу) за певний період функціонування небезпечного виробничого об'єкта.

- Індивідуальний ризик — частота ураження окремої людини в результаті впливу досліджуваних факторів небезпеки аварій.

- Потенційний територіальний ризик (або потенційний ризик) — частота реалізації вражаючих факторів аварії в розглянутій точці території. Окремим випадком територіального ризику є екологічний ризик, який виражає ймовірність екологічного лиха, катастрофи, порушення подальшого нормального функціонування та існування екологічних систем та об'єктів в результаті антропогенного втручання в природне середовище або стихійного лиха.

- Колективний ризик (груповий, соціальний) — це ризик прояву небезпеки того чи іншого виду для колективу, групи людей, для певної соціальної чи професійної групи людей. Окремим випадком соціального ризику є економічний ризик, який визначається співвідношенням користі і шкоди одержуваного суспільством від розглянутого виду діяльності.

- Прийнятний (допустимий) ризик аварії — ризик, рівень якого допустимо і обґрунтований виходячи з соціально-економічних міркувань. Ризик експлуатації об'єкта є прийнятним, якщо заради вигоди, одержуваної від експлуатації об'єкта, суспільство готове піти на цей ризик. Таким чином, прийнятний ризик являє собою деякий компроміс між рівнем безпеки і можливостями його досягнення. Величина прийнятного ризику для різних суспільств, соціальних груп і окремих людей — різна. Наприклад, для Європейців і Індусів, жінок і чоловіків, багатих і бідних. В даний час прийнято вважати, що для дії техногенних небезпек в цілому індивідуальний ризик вважається прийнятним, якщо його величина не перевищує 10−6.

- Професійний ризик — це ризик, пов'язаний з професійною діяльністю людини.

- Наноризик — особливий вид ризику, пов'язаний зі створенням і розробкою, проведенням досліджень, застосуванням наноматеріалів і нанотехнологій. На відміну від  ризиків наноматеріалів і нанотехнологій  — техногенних ризиків, пов'язаних із застосуванням наноматеріалів і нанотехнологій, наноризики визначаються мінімальною кількістю речовини і мінімальною кількістю енергії, закладеними в готовій продукції порівняно з енергоємними нині існуючими матеріалами і технологіями, які дозволяють досягти рівня 10−8 1 / рік у виняткових випадках.
- Ризики інвестиційної діяльності — це імовірність отримати відмінний від очікуваного результат інвестиційної діяльності внаслідок дії екзогенних і ендогенних чинників впливу[1]. Під очікуваним результатом мається на увазі отримання доходів або/і досягнення певного соціального, технологічного, інформаційного, інноваційного та інших ефектів.

- Фінансовий ризик часто визначається як несподівана мінливість або волатильність доходів, і таким чином включає і те, що гірше, і те, що краще, ніж очікувані доходи. Посилання на негативний ризик нижче повинні сприйматися лише по відношенню до позитивних впливів або можливостям (наприклад, «втрата» повинна вважатися «втратою або вигодою»), якщо у контексті не передбачає іншого.
- Ризик і загроза. В сценарному аналізі «ризик» відрізняють від «загрози». Загроза — це недосліджена негативна подія, яку деякі аналітики можуть бути нездатні оцінити при оцінці ризику, тому що ця подія ніколи не відбувалася, і для неї не доступна жодна інформація про ефективні запобіжні заходи (кроки, що вживаються, щоб зменшити ймовірність або вплив можливої майбутньої події). Ця відмінність найбільш ясно ілюструється попереджувальним принципом, який прагне зменшити загрозу, вимагаючи від неї бути зведеної до набору добре визначених  ризиків, щоб тільки потім перейти до дій, проєктів, нововведень або експериментів.

Приклади загрози: природні катастрофи (землетрус, повінь, цунамі, виверження вулкана, лісові пожежі), антропогенні катастрофи (ядерна загроза, екологічна загроза).
Приклад ризику: природні катастрофи: цунамі, за результатами аналізу можливо відбудеться з імовірністю не більше 1 раз на 100 років. Висота хвилі в зоні впливу буде не більше 10 балів за шкалою Ріхтера, що призведе до руйнування паркану підприємства по периметру на відстані 15 метрів і краю лівого крила складу зберігання будматеріалів № 3. Загальний збиток, з урахуванням можливого забруднення навколишнього середовища, складе не більше 173 тис. рублів. Втрати серед персоналу можливі тільки при грубому порушенні правил дій в умовах надзвичайної ситуації. Ідентифікація надзвичайної ситуації відбудеться мінімум за 15 хвилин, а оповіщення персоналу за 12 хв. 30 сек. Імовірність втрат особового складу на одного співробітника Н = 1х10-12
- Ризик (інформаційна безпека). В інформаційній безпеці  ризик  визначається як функція від:

1. Імовірність існування загрози.
2. Потенційний вплив.

Якщо будь-яка з цих змінних наближається до нуля, повний  ризик  наближається до нуля.
- Страховий ризик. Управління страховим ризиком називають ризик-менеджментом.

### Фінансові ризики
За волею випадку фактичний дохід від інвестицій завжди буде відхилятися від очікуваного. Відхилення включає можливість втрати деяких або всіх первинних інвестицій. Воно зазвичай вимірюється обчисленням стандартного відхилення історичних доходів або середніх доходів від того чи іншого певного рівня.
Фундаментальна ідея в фінансах — це відношення між ризиком і доходом. Чим більше ризик того, що інвестор бажає отримати, тим більше потенційний дохід. Причина цього в тому, що інвесторам потрібно дати компенсацію за прийняття додаткового ризику. Наприклад, американські казначейські облігації, як вважають, є одними з найбезпечніших інвестицій і порівняно з корпоративними облігаціями забезпечують більш низький відсоток доходу. Причина цього в тому, що корпорація набагато більш імовірно збанкрутує, ніж американський уряд. Оскільки ризик вкладення в корпоративне зобов'язання вище, інвесторам пропонують більш високий відсоток доходу.

## Оцінка і прогнозування ризиків
Засоби вимірювання та оцінки ризику змінюються, позаяк широко захоплюють різні професії, і насправді означають такі засоби, які можуть визначатися різними професіями, наприклад доктор управляє медичним ризиком, інженер-будівельник управляє ризиком структурної відмови, і так далі. Професійний кодекс етики зазвичай зосереджується на оцінці ризику та його зменшенні (професіоналом від імені клієнта, публіки, суспільства або життя взагалі).
Ризик в основному оцінюють ймовірнісної характеристикою (безрозмірною величиною від 0 до 1), але можуть використовувати і частоту реалізації ризику. Частота реалізації — це число випадків можливого прояву небезпеки за певний період часу. Наприклад, в рік, тоді одиниці виміру можуть бути такими — 1 / рік або люд / рік і т. Д.
Можна виділити дві давно сформовані точки зору на ризик — перша заснована на наукових і технічних оцінках: так званий  'теоретичний ризик' , друга залежить від людського сприйняття ризику: так званий  'ефективний ризик' . Ці дві точки зору безперервно конфліктують в соціальних, гуманітарних і політичних науках. В останні роки у зв'язку з появою нового напрямку теорії ймовірностей — евентології — виникло поняття  'евентологічного ризику' , яке можна розглядати як першу серйозну спробу об'єднати в одному понятті і  теоретичний , і  ефективний ризик .

### Теоретичний ризик
Статистичний ризик  часто зводиться до імовірності деякої небажаної  події . Зазвичай ймовірність такої  події  і деяка оцінка її очікуваної шкоди об'єднується в один правдоподібний результат, який комбінує набір ймовірностей ризику, жалю і винагороди в очікуване значення для даного результату. (Див. Також Очікувана корисність).

### Ефективний ризик
Хоча зазвичай неможливо безпосередньо виміряти ефективний ризик, існує багато неформальних методів, використовуваних для його оцінки або «вимірювання». Формальні ж методи найчастіше вимірюють одну з заходів ризику: так званий VaR (Value At Risk — вартісна міра ризику).
Ризик — безрозмірна величина, яка визначається на конкретний період часу.